# 컵누들 (닛신)
컵누들(일본어: カップヌードル 갓푸누도루[*], 영어: Cup Noodle)은 닛신 식품이 1971년 9월 18일부터 판매하고 있는 컵라면 상품으로, 모회사인 닛신 식품 홀딩스의 등록 상표이다. 대한민국에서는 1985년 빙그레와의 기술 제휴로 라면 사업 진출 당시에 마이컵이라는 명으로 라이센스 생산되었다.  '세계 최초로 인스턴트 라면 개발' ,'세계 최초 컵라면 개발' 타이틀로 유명하다.

## 역사
컵라면은 1958년 일본 식품회사 닛신식품의 창업자인 대만 태생의 안도 모모후쿠에 의해 발명되었다. 최초의 컵라면으로 치킨 라면을 사용했다.
1970년에 닛신은 미국에서 컵라면을 판매하기 위해 자회사 닛신푸즈(Nissin Foods (USA) Co. Inc.)를 설립하고 1973년 펜실베이니아주 랭커스터에 공장을 열었다. 닛신은 전통적으로 아시아에서 컵라면을 포장하는 데 사용되는 그릇이 미국에서는 흔하지 않기 때문에 종이컵은 론 R. 매티슨이 디자인했다. 1971년 닛신은 거품컵에 포장된 컵라면을 선보였다. 미국의 세 가지 오리지널 컵오누들 맛은 쇠고기, 닭고기, 새우였다. 돼지고기 맛은 1976년에 추가되었다. 모든 맛에는 원래 1980년대 초에 제거된 건조된 계란 조각이 포함되어 있었다. 1978년에 닛신푸즈는 더 많은 종류의 톱 라멘(Top Ramen)과 컵오누들(Cup O' Noodles)을 출시했다. 일본항공은 1992년부터 독점적인 de Sky 맛이 첨가된 컵라면을 기내에서 제공했으며, 2021년부터 해당 제품을 항공사의 온라인 상점에서 구입할 수 있다. 이 제품은 1993년까지 미국에서 컵오누들(Cup O' Noodles)이라는 이름을 사용했다. 1998년에는 컵누들 핫소스 품종(쇠고기, 닭고기, 돼지고기, 새우)이 출시되었다.

## 같이 보기
- 컵라면